# Indicator redoxometric
Indiactorii redoxometrici sunt substanțe organice care au proprietatea de oxidant sau reducător slab, pentru care forma oxidată diferă de forma redusă prin culoare și structură.
Procesul poate fi simplificat astfel:
{\displaystyle In_{ox}+e^{-}\leftrightarrow In_{r}ed}
In ox -Indicatorul în forma oxidată, culoare a
In red- Indicatorul în forma redusă culoare b.
Cei mai reprezentativi indicatori redox de culoare sunt redați mai jos:
| Indicator                               | E0, V   | Culoarea formei oxidate | Culoarea formei reduse |
| --------------------------------------- | ------- | ----------------------- | ---------------------- |
| 2,2'-Bipiridină (complex cu Ru )        | +1.33 V | incolor                 | galben                 |
| Nitrofenantrolină (complex al Fe)       | +1.25 V | albăstrui               | roșu                   |
| Acidul n-Fenilantranilic                | +1.08 V | roșu-violet             | incolor                |
| 1,10-Fenatrolină (Complex cu Fe)        | +1.06 V | albăstrui               | roșu                   |
| n-Etoxicrisoidină                       | +1.00 V | roșu                    | galben                 |
| 2,2`-Bipiridină (Complex cu Fe)         | +0.97 V | albastrui               | roșu                   |
| 5,6-Dimetilfenantrolină (complex cu Fe) | +0.97 V | galben-verde            | roșu                   |
| o-Dianisidină                           | +0.85 V | roșu                    | incolor                |
| Sarea sodică a difenilamin sulfonat     | +0.84 V | roșu-violet             | incolor                |
| Difenilbenzidină                        | +0.76 V | violet                  | incolor                |
| Difenilamină                            | +0.76 V | violet                  | incolor                |

Funcție de poențialul existent în soluție pot avea loc transformări a formei oxidate în cea redusă și invers.Potențialul de electrod se exprima prin intermediul ecuației lui Nernst
{\displaystyle E_{In_{ox}/In_{red}}=E_{In_{ox}/In_{red}}^{0}-{\frac {0.0591}{n}}\log {\frac {[{\mbox{Red}}]}{[{\mbox{Ox}}]}}}
Valoarea de potențial la care Eox= Ered se numște potențial de tranziție.Deoarece mulți indicatori sunt baze sau acizi slabi , domeniile de viraj sunt dependente și de valoarea pH-ului, cu alte cuvinet concomitent cu transferul de electroni are loc și un transfer de protoni, caracterizat prin constanta K aHIn:
{\displaystyle In_{ox}+e^{-}\leftrightarrow In_{r}ed}
{\displaystyle E_{In_{ox}/In_{red}}=E_{In_{ox}/In_{red}}^{0}-{\frac {0.0591}{n}}\log {\frac {[{\mbox{Red}}]}{[{\mbox{Ox}}]}}}
{\displaystyle In_{red}+H_{3}O^{+}\leftrightarrow HIn+H_{2}O} <1>
{\displaystyle K_{aHIn}={\frac {[{\mbox{Red}}][In_{r}ed^{-}]}{[{\mbox{HIn}}]}}} <2>
[] reprezintă concentrațiile speciilor respective
Din ecuațiile 1 și 2 rezultă
{\displaystyle E_{In_{ox}/In_{red}}=E_{In_{ox}/In_{red}}^{0}+{0.0591}{pK_{aHIn}}}
Valorile E 0 ale diferiților indicatori funcție de pH:
| Indicator                                                           | E0, V la pH=0 | E0, V la pH=7 | Culoarea formei oxidate | Culoarea formei reduse |
| ------------------------------------------------------------------- | ------------- | ------------- | ----------------------- | ---------------------- |
| Sarea sodică a 2,6-Dibromfenol-indofenol 2,6-Diclorofenol-indofenol | +0.64 V       | +0.22 V       | albastru                | incolor                |
| Sarea sodic a o-cresol indofenol                                    | +0.62 V       | +0.19 V       | albastru                | incolor                |
| Tionină (Violetul lui Lauth)                                        | +0.56 V       | +0.06 V       | violet                  | incolor                |
| Albastru de metilen                                                 | +0.53 V       | +0.01 V       | albastru                | incolor                |
| Acid indigotetrasulfonic                                            | +0.37 V       | -0.05 V       | albastru                | incolor                |
| Acid indigotrisulfonic                                              | +0.33 V       | -0.08 V       | blue                    | colorless              |
| Indigocarmin (Acid indigodil sulfonic)                              | +0.29 V       | -0.13 V       | albastru                | incolor                |
| AcidulIndigomonosulfonic                                            | +0.26 V       | -0.16 V       | albastru                | incolor                |
| Fenosafranină                                                       | +0.28 V       | -0.25 V       | roșu                    | incolor                |
| Safranină T                                                         | +0.24 V       | -0.29 V       | roșu-violet             | incolor                |
| Roșu neutral                                                        | +0.24 V       | -0.33 V       | roșu                    | incolor                |